# Scotton (Harrogate)
Pour les articles homonymes, voir Scotton.
Scotton est un village et une paroisse civile du Yorkshire du Nord, en Angleterre.